# Krakeelduinen
De Krakeelduinen zijn een natuurgebied in de West-Vlaamse gemeente De Panne, onderdeel van Natura 2000-gebied Duingebieden inclusief IJzermonding en Zwin.
Het betreft een gebied dat aansluit bij het Calmeynbos en dat na de Tweede Wereldoorlog in gebruik kwam als waterwingebied. Hieraan kwam in 2009 een einde zodat het gebied weer natter kon worden. Er is een begrazingsgebied van 20 ha, waarop Scottish Blackface-schapen grazen. Betonbanen werden verwijderd waardoor het zand weer kan stuiven. Hierbij werd een paraboolduin hersteld. 